# Centro de Estudios Comunitarios
Centro de Estudios Comunitarios, es un centro de investigaciones de la Facultad de Derecho de la Universidad Nacional de Rosario, en Argentina, dedicado al estudio de la integración regional, especialmente el Mercosur y la Unión Europea.
Su antecedente es un proyecto de investigación del Consejo de Investigaciones de la Universidad. Y en 1991 se da nacimiento al Centro de Estudios. 
Sus líneas directrices de investigación han sido “Aportes para la puesta en marcha del MERCOSUR", de 1991 a 1994; "Aportes para la marcha del MERCOSUR", de 1995 a 2000,y "Derecho y Filosofía del Derecho en el MERCOSUR", de 2001 a 2005.
En su ámbito funciona el Módulo Jean Monnet por Convenio entre la Comisión Europea y la Universidad Nacional de Rosario, bajo la responsabilidad del Dr. Miguel Ángel Ciuro Caldani, la dirección del Dr. Jorge Stähli, y la coordinación de la Dra. Julieta Barthet Mozzorecchia y el Dr. Francisco Menin.
Desde 1995, se ha publicado ininterrumpidamente la revista académica "Derecho de la Integración", con los trabajos de investigación presentados por los integrantes del CEC, así como también de prestigiosos investigadores del MERCOSUR y la Unión Europea.
Organiza el Encuentro de Especialistas en el MERCOSUR y el Encuentro Internacional de Derecho de la Integración, que anualmente se realizan en la ciudad de Rosario, y en su enfoque multidisciplinario articula con diversas instituciones, por ejemplo en temáticas de medio ámbiente, salud, etc.  

Las autoridades del Centro de Estudios son Director Honorario Dr. Luis Andorno; Director Dr. Miguel Ángel Ciuro Caldani, Sub-Directora Dra. Anunciada Lattuca, Secretario Dr. Jorge Stähli, Bibliotecario Dr. Fernando Milano.